# Fedja Marušič
Fedja Marušič (Solkan, 10 de octubre de 1971) es un deportista esloveno que compitió en piragüismo en la modalidad de eslalon. Ganó dos medallas de plata en el Campeonato Mundial de Piragüismo en Eslalon, en los años 1995 y 1999, y dos medallas en el Campeonato Europeo de Piragüismo en Eslalon, plata en 2000 y bronce en 1998.

## Palmarés internacional
| Campeonato Mundial | Campeonato Mundial                   | Campeonato Mundial | Campeonato Mundial |
| Año                | Lugar                                | Medalla            | Competición        |
| ------------------ | ------------------------------------ | ------------------ | ------------------ |
| 1995               | Nottingham (Reino Unido)             | Medalla de plata   | K1 por equipos     |
| 1999               | Seo de Urgel (España)                | Medalla de plata   | K1 por equipos     |
| Campeonato Europeo |                                      |                    |                    |
| Año                | Lugar                                | Medalla            | Competición        |
| 1998               | Roudnice nad Labem (República Checa) | Medalla de bronce  | K1 por equipos     |
| 2000               | Mezzana (Italia)                     | Medalla de plata   | K1 por equipos     |